# راوئو
راوئو (به ایتالیایی: Raveo) یک کومونه در ایتالیا است که در استان اودینه واقع شده‌است. راوئو ۱۲٫۷ کیلومتر مربع مساحت و ۴۸۶ نفر جمعیت دارد و ۵۱۸ متر بالاتر از سطح دریا واقع شده‌است.